# Tŷ Hyll

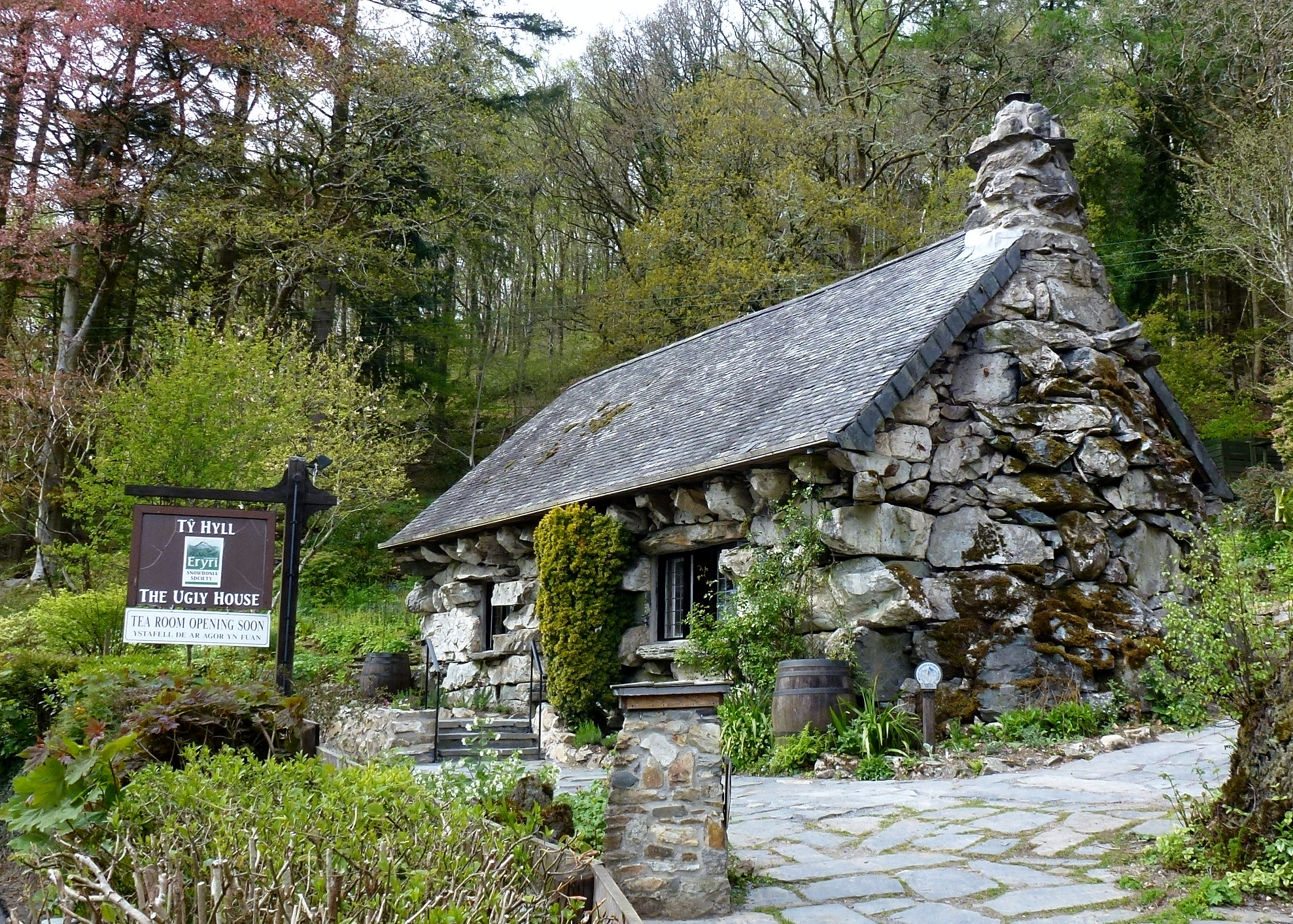
Ansicht der Straßenseite, 2012

Das Tŷ Hyll [tɨː ˈhɪɬ], auch englisch (The) Ugly House genannt, ist ein historisches cottage im Snowdonia-Nationalpark im Norden von Wales. Das aus Natursteinblöcken erbaute Haus liegt an der Fernstraße A5 zwischen Capel Curig und Betws-y-Coed. Sowohl der walisische als auch der englische Name bedeuten übersetzt „hässliches Haus“.
Traditionell ist überliefert, dass das Tŷ Hyll im späten 15. Jahrhundert in nur einer Nacht erbaut wurde. Anlass sei ein Brauch gewesen, wonach derjenige, dem es gelänge, innerhalb einer Nacht auf Gemeinland ein Haus zu bauen, einen Rechtsanspruch auf Haus und Grund erhalte. Solche Gebäude, die auch aus den anderen keltischen Nationen bekannt sind, heißen in Wales tai unnos („Eine-Nacht-Häuser“). Die Historizität des Brauchs ist jedoch fraglich; in der Rechtsgeschichte von England und Wales finden sich keine Hinweise darauf. Es handelt sich bei den tai unnos wohl um ein Konstrukt des 19. Jahrhunderts, das unter der armen Landbevölkerung dieser Zeit zwar als „recht und billig“ galt und gern beansprucht wurde, dessen Erfolg aber von der Duldung des Landbesitzers abhing.
Realistischer ist ein Baudatum im 18. oder frühen 19. Jahrhundert, möglicherweise zur Zeit des Straßenbaus durch Thomas Telford 1819–21. Die Legende um seinen Ursprung diente wahrscheinlich von Anfang an dazu, dem Tŷ Hyll einen romantischen Anstrich zu geben und den Tourismus zu fördern.
1966 wurde das Haus auf der niedrigsten Stufe Grade II in die britische Denkmalliste eingetragen. Die Begründung lautete, das Tŷ Hyll sei von „besonderem architektonischen Interesse als cottage im Picturesque-Stil des frühen 19. Jahrhunderts“ und von „historischem Interesse durch seine frühe Verbindung mit dem Tourismus in Nordwales“.
Von 1988 bis 2010 war das Tŷ Hyll Sitz der Snowdonia Society, einer gemeinnützigen Organisation mit dem Ziel, die Landschaft und Kultur der Region zu erhalten und zu pflegen. Nach ihrem Auszug ließ die Gesellschaft das Haus renovieren; seit 2012 wird darin ein Café mit Imkerei betrieben.